# Georges Grisier
Auguste Marc Alphonse Georges Grisier, dit Grisier-Dorante ou Dorante, né le 2 février 1853 dans l'ancien 2e arrondissement de Paris et mort le 5 juin 1909 dans le 18e arrondissement de Paris, est un auteur dramatique et journaliste français.

## Biographie
Fils du maître d'armes Augustin Grisier (1791-1865), il collabore à de nombreux journaux comme Le Figaro, Paris, Le Peuple français, La Patrie, La France ou L’Écho de France et dirige le Théâtre des Bouffes-Parisiens en 1895.
Ses pièces ont été représentées, entre autres, au Théâtre de la Porte-Saint-Martin et au Théâtre de l'Ambigu dont il a été le directeur à deux reprises.
Mort à l'âge de 56 ans, Georges Grisier était divorcé de l'actrice et cantatrice Marie Grisier-Montbazon. Il est inhumé dans le cimetière de Colombes,.

## Œuvres
- 1884: Le Bouquet de violettes, opéra comique en un acte, avec Maxime Boucheron
- 1885 : Pêle-mêle gazette, revue en 4 actes et 7 tableaux, avec Henri Blondeau et Hector Monréal
- 1886 : Paris en général, revue, avec Henri Blondeau et Hector Monréal
- 1886 : Le Petit Canuchon, vaudeville en 4 actes, avec Hector Monréal
- 1888 : Roger la honte, drame en 5 actes et 8 tableaux, avec Jules Mary
- 1890 : Le Régiment, drame en 5 actes et 8 tableaux, avec Jules Mary
- 1891 : Prix de Beauté, comédie-ballet en 3 actes, avec Edmond Rostand
- 1892 : Maître d'Armes, drame en 5 actes et 9 tableaux, avec Jules Mary
- 1895 : Au clair de la lune, revue, avec Henri Blondeau et Hector Monréal